# Ptinella
Ptinella ist eine Gattung der Käfer aus der Familie der Zwergkäfer (Ptiliidae) innerhalb der Unterfamilie Ptiliinae. Sie kommt in Europa mit 12 Arten vor, in Mitteleuropa sind davon sechs Arten verbreitet.

## Merkmale
Die sehr kleinen Käfer haben einen flachen Körperbau. Bei allen Arten treten zwei Formen auf. Die eine umfasst gelb gefärbte, ungeflügelte und augenlose Individuen, die andere umfasst braungelb gefärbte, geflügelte Tiere mit normal ausgebildeten Facettenaugen. Bei der geflügelten Form sind die Deckflügel mit einem dunkel durchscheinenden länglichen Wisch auf der Scheibe versehen. Dabei handelt es sich um das darunterliegende, durchscheinende zweite Flügelpaar. Der Halsschild ist leicht herzförmig und in der Mitte am breitesten, wobei er dort etwa gleich breit ist, wie die Deckflügel. Diese sind nicht oder geringfügig länger als breit.

## Vorkommen und Lebensweise
Die Tiere leben unter mulmreicher, feuchter Baumrinde, im Mulm alter Baumstämme und faulendem Holz.

## Arten (Europa)
- Ptinella aptera (Guérin-Méneville, 1839)
- Ptinella britannica Matthews, 1858
- Ptinella cavelli (Broun, 1893)
- Ptinella denticollis (Fairmaire, 1857)
- Ptinella errabunda Johnson, 1975
- Ptinella johnsoni Rutanen, 1985
- Ptinella limbata (Heer, 1841)
- Ptinella mekula Kubota, 1943
- Ptinella microscopica (Gillmeister, 1845)
- Ptinella simsoni (Matthews, 1878)
- Ptinella taylorae Johnson, 1977
- Ptinella tenella (Erichson, 1845)